# ワインラクトン
ワインラクトン(Wine Lactone)は、リンゴ、オレンジジュース、グレープフルーツジュース、オレンジ精油、クレメンタイン皮油、また様々なワインに天然に含まれる心地よい香りの化合物である。1975年にサウスウェルにより、コアラの尿に含まれる精油揮発成分として最初に発見された。数年後、グースにより白ワインに含まれることが発見され、「ワインラクトン」と名付けられた。このモノテルペンは、「ココナッツのようなウッディーで甘い」香りをワインに与える。8つの異性体が存在し得るが、ワイン中で見られるのは(3S, 3aS, 7aR)の1つのみである。この異性体は、8つの異性体の中で最も香りの強いもので、モデルワイン中、10 ng/Lで香りを検出できる。
グースとヘルムートは、空気中でワインラクトンの香りを感じる閾値は、0.00001-0.00004 ng/Lと報告している。